# Ugo Humbert
Ugo Humbert (výslovnost: [yɡo œ̃bɛʁ]IPA, * 26. června 1998 Mety) je francouzský profesionální tenista hrající levou rukou. Ve své dosavadní kariéře na okruhu ATP Tour vyhrál sedm turnajů ve dvouhře. S Kližanem a Gulbisem spolu drží rekord otevřené éry výhrami z prvních šesti kariérních finále ATP ve dvouhře. Na challengerech ATP a okruhu ITF získal deset titulů ve dvouhře a tři ve čtyřhře.
Na žebříčku ATP byl ve dvouhře nejvýše klasifikován v dubnu 2024 na 13. místě a ve čtyřhře v srpnu téhož roku na 351. místě. Trénuje ho Jérémy Chardy. Dříve tuto roli plnil Cyril Brechbuhl.
Ve francouzském daviscupovém týmu debutoval v roce 2023 kvalifikačním kolem proti Maďarsku, v němž porazil Mártona Fucsovicse a v rozhodujícím pátém duelu Fábiána Marozsána. Francouzi zvítězili 3:2 na zápasy. V daném ročníku zasáhl i do skupinové fáze finálového turnaje, kde zdolal Švýcara Wawrinku i Brita Norrieho a podlehl Australanu de Minaurovi. Do září 2024 v soutěži nastoupil ke čtyřem mezistátním utkáním s bilancí 4–1 ve dvouhře a 0–0 ve čtyřhře.
Francii reprezentoval na odložených Letních olympijských hrách 2020 v Tokiu. Z pozice čtrnáctého nasazeného postoupil přes Andújara, Kecmanoviće a Tsitsipase do čtvrtfinále dvouhry, v němž jej vyřadil pozdější stříbrný medailista Karen Chačanov.

## Tenisová kariéra
Na divokou kartu zasáhl do kvalifikace francouzského Moselle Open 2017 v Metách, kde v posledním kvalifikačním kole nestačil na Itala Bolelliho. O rok později na metském turnaji obdržel divokou kartu do hlavní soutěže, což znamenalo debut na okruhu ATP Tour. V prvním kole přehrál Bernarda Tomice, ale v druhém kole byl nad jeho síly pátý nasazený hráč, Nikoloz Basilašvili.
Tříkolovým kvalifikačním sítem grandslamu prošel na druhý pokus na US Open 2018. Při premiérovém startu v hlavní soutěži zaznamenal postup do druhého kola, v němž nestačil na trojnásobného šampiona grandslamu Švýcara Stana Wawrinku ve čtyřech setech. Do první stovky žebříčku ATP se poprvé posunul díky vítězstvím na challengerovém turnaji v Ortisei, kde ve finále zdolal krajana a 55. hráče světa Herberta. Do semifinále turnaje poprvé postoupil na Open 13 2019. Cestou porazil druhého nasazeného a třináctého hráče světa Bornu Ćoriće. Mezi posledními čtyřmi jej přehrál Michail Kukuškin.

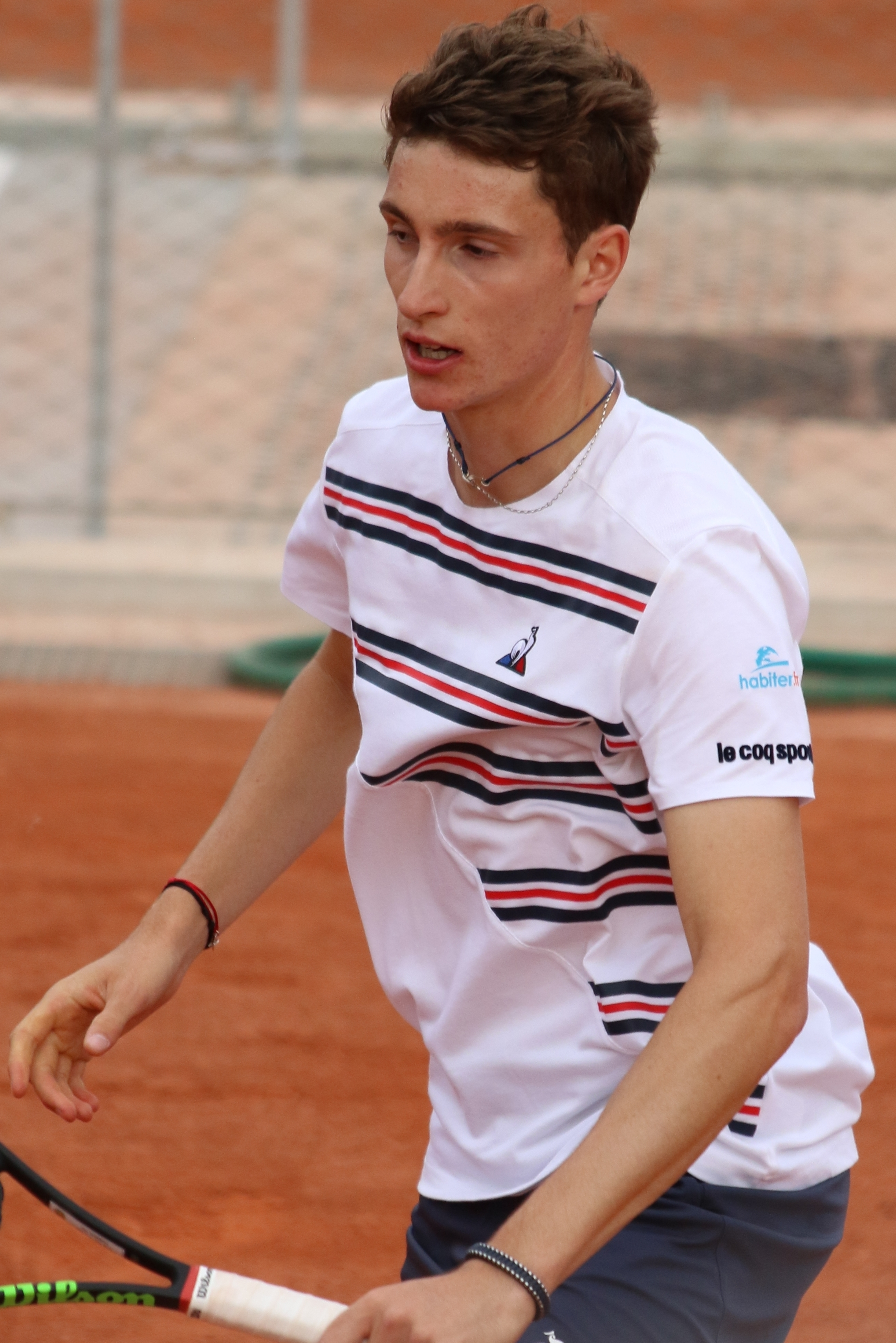
Humbert na French Open 2019

Výrazněji na sebe upozornil na travnatém Wimbledonu 2019. Po skreči krajana a turnajové šestnáctky Gaëla Monfilse za stavu 3–0 v pátém setu prošel přes Marcela Granollersa a Félixe Auger-Aliassimeho až do osmifinále, kde nad ním vyhrála světová jednička a pozdější vítěz Novak Djoković. Po turnaji byl poprvé zařazen mezi padesát nejlepších hráčů. Díky semifinálovým účastem v Newportu a Antverpách se kvalifikoval na závěrečný turnaj roku pro hráče do 21 let Next Generation ATP Finals. V základní skupině skončil na posledním místě, když nestačil na Francese Tiafoea a Mikaela Ymera a vyhrál pouze nad pozdějším vítězem celé akce Jannikem Sinnerem.
Do sezóny 2020 vstoupil účastí na turnaji v Aucklandu, kterou proměnil v zisk premiérového titulu. V průběhu turnaje porazil dva hráče z první dvacítky žebříčku, Shapovalova a Isnera. Ve finále pak v dramatické bitvě přehrál krajana Benoîta Pairea poměrem 7–5 v tiebreaku třetí sady. Třetí titul, a první v kategorii ATP Tour 500, získal na Noventi Open 2021. Ve finále zdolal Rusa Andreje Rubljova po dvousetovém průběhu. Čtvrtou trofej vybojoval v rodných Metách, na listopadovém Moselle Open 2023. Do finále prošel hladce přes italského veterána Fabia Fogniniho. V závěrečném souboji přehrál 22letého Alexandra Ševčenka ve dvou sadách. Sezónu tak zakončil jako francouzská jednička, když se po skončení posunul na nové kariérní maximum, 20. místo,  o dvě příčky výše než Mannarino. Stal se i prvním Francouzem ve světové dvacítce od Monfilse ze srpna 2022.
Pátý titul si odvezl z únorového Open 13 Provence 2024 v Marseille. V semifinále dosáhl desáté výhry nad členem ze světové desítky, osmým v pořadí Hubertem Hurkaczem. V souboji o titul přehrál bulharskou turnajovou dvojku Grigora Dimitrova a oplatil mu dvě předchozí prohry. Pátým titulem udržel na okruhu ATP Tour finálovou neporazitelnost, což se v otevřené éře před ním podařilo jen sedmi tenistům. Po skončení se premiérově posunul 18. místo, čímž se vrátil na pozici francouzské jedničky před Mannarina. Šestý titul i druhý z kategorie ATP Tour 500 vybojoval na Dubai Tennis Championships 2024. Na prahu vyřazení se ocitl ve čtvrtfinále, kdy odvrátil tři mečboly Hurkaczovi, a v semifinále přehrál obhájce titulu a světovou čtyřku Daniila Medveděva. Ve finále pak zdolal Alexandra Bublika. Po Gulbisovi a Kližanovi se stal třetím hráčem otevřené éry, který vyhrál prvních šest kariérních finále na túře ATP. Po skončení se poprvé posunul na 14. místo, jako první Francouz v Top 15 od Monfilse v květnu 2021.

## Finále na okruhu ATP Tour
| Legenda                       |
| ----------------------------- |
| D – dvouhra; Č – čtyřhra      |
| Grand Slam (0)                |
| Turnaj mistrů (0)             |
| ATP Tour Masters 1000 (0–1 D) |
| ATP Tour 500 (2–1 D)          |
| ATP Tour 250 (5–0 D, 0–1 Č)   |

### Dvouhra: 9 (7–2)
| Stav      | č. | datum              | turnaj                         | kategorie | povrch    | soupeř ve finále  | výsledek                |
| --------- | -- | ------------------ | ------------------------------ | --------- | --------- | ----------------- | ----------------------- |
| Vítěz     | 1. | 18. ledna 2020     | Auckland, Nový Zéland          | ATP 250   | tvrdý     | Benoît Paire      | 7–6(7–2), 3–6, 7–6(7–5) |
| Vítěz     | 2. | 25. října 2020     | Antverpy, Belgie               | ATP 250   | tvrdý (h) | Alex de Minaur    | 6–1, 7–6(7–4)           |
| Vítěz     | 3. | 20. června 2021    | Halle, Německo                 | ATP 500   | tráva     | Andrej Rubljov    | 6–3, 7–6(7–4)           |
| Vítěz     | 4. | 11. listopadu 2023 | Mety, Francie                  | ATP 250   | tvrdý (h) | Alexandr Ševčenko | 6–3, 6–3                |
| Vítěz     | 5. | 11. února 2024     | Marseille, Francie             | ATP 250   | tvrdý (h) | Grigor Dimitrov   | 6–4, 6–3                |
| Vítěz     | 6. | 2. března 2024     | Dubaj, Spojené arabské emiráty | ATP 500   | tvrdý     | Alexandr Bublik   | 6–4, 6–3                |
| Finalista | 1. | 1. října 2024      | Tokio, Japonsko                | ATP 500   | tvrdý     | Arthur Fils       | 7–5, 6–7(6–8), 3–6      |
| Finalista | 2. | 3. listopadu 2024  | Paříž, Francie                 | ATP 1000  | tvrdý (h) | Alexander Zverev  | 2–6, 2–6                |
| Vítěz     | 7. | 16. února 2025     | Marseille, Francie (2)         | ATP 250   | tvrdý (h) | Hamad Medjedovic  | 7–6(7–4), 6–4           |

### Čtyřhra: 1 (0–1)
| Stav      | č. | datum         | turnaj            | kategorie | povrch | spoluhráč      | soupeři ve finále            | výsledek         |
| --------- | -- | ------------- | ----------------- | --------- | ------ | -------------- | ---------------------------- | ---------------- |
| Finalista | 1. | červenec 2024 | Gstaad, Švýcarsko | ATP 250   | antuka | Fabrice Martin | Juki Bhambri Albano Olivetti | 6–3, 3–6, [6–10] |